# 劇団さまぁ〜ず
『劇団さまぁ～ず』（げきだんさまぁ～ず 英題:Gekidan Summers）は2018年10月31日からGYAO!にて配信されたバラエティ番組。

## 概要
さまぁ～ずの2人が毎週劇団員を募集し面接面談。見たこともない演劇を作り上げるドキュメント・バラエティー。出演者、テーマソングなどすべての要素をオーディションで集めていく様子を送る。
2018年10月31日午前0時より配信開始。原則毎週水曜日配信。全12回で各回15分の配信を予定 していた（結果24回まで延長）。また、劇団員もプロ、アマ、国籍、性別、年齢に関係なく応募を受け付けていた。 インターネット動画サイト「GYAO!」のほか、Yahoo! JAPANトップページでも配信。
基本的に番組前半は一次審査。後半が二次審査以降に充てられており、一次審査は特技披露と規定演技を見る動画審査。二次審査（もしくは追試）はさまぁ～ずやスタッフ判断によりスタジオに招かれる、第二弾動画を催促されるなどのパターンがある。
演劇の本番を2019年3月26日に行った後、本番の様子を4月24日、5月1日に配信し、完結した。

## あらすじ
コントではなく演劇をやろう。しかしさまぁ～ずの2人が関わる以外、出演者も何も決まってない。制作会見の発言から題目は『桃太郎』に決定する劇団さまぁ～ず。話の流れから台本は本来ネタを書かない三村マサカズが書くことになり、セリフ量を多くしたくない三村はあの手この手で「面白い出演者」で構成していく案を練るが……。
公演日時と会場が2019年3月26日、東京・草月会館と決まる中、果たしてちゃんと公演はできるのか?
劇団旗揚げを聴き、さまぁ～ずと同じホリプロから大量応募があったこと、さまぁ～ずのマネジャーの娘など、さまぁ～ず絡みの応募も多く、急遽“コネ枠”として「コネッ子」が創設される などポンコツアイディアでどんどん桃太郎の本筋から逸れていく。
本番1か月前に脚本執筆のため会議を1時間行うものの、その後7時間飲みに行ってしまったことで三村が脚本、演出から撤退。スタッフが三村のアイディアをもとに再度執筆し、本番1週間前に台本が完成したものの……!?

## 出演者

### レギュラー
- さまぁ〜ず
  - 大竹一樹
    - 吹き出しは下段青。劇中では長老役。

  - 三村マサカズ
    - 吹き出しは下段赤。劇中ではおばあさん、および18歳以降の桃太郎役（2役）

このほかスタッフ、オーディション出演者の吹き出しは下段緑。発声されていないテロップは上段黄色で概ね表示される。

### 劇団合格者
- あすきょう（永山飛鳥、永山杏佳） ‐ 女性看護師役
- ナンシー ‐ 鬼H役
- 野口美穂（みほとけ） ‐ 村人B役
- わちみなみ ‐ 村人・浜谷わち（旧姓犬）役
- 西原愛夏（歯科衛生士アイドル） ‐ 鬼D役
- 蓑原舞香（ぼん）、神谷はつき、鬼木大地、村木成海、吉本伊吹、野々原歩子（木梨の貝。推薦枠）
  - それぞれ猪八戒、素敵なお店の女性役、いじめっこA、いじめっこB、踊り担当、洗濯機役
- マツモトクラブ ‐ 講談師、桃太郎の同僚の松本役（2役）
- かねきよ勝則（新宿カウボーイ） ‐ 鬼A役
- 櫻井美代子 ‐ 医者役
- 隅田杏花、堀口紗奈（劇団4ドル50セント） ‐ 鬼CおよびB役
- 遠藤美穏 ‐ 桃から生まれた赤ん坊役
- 眞島優 ‐ 鬼F役
- 奥森皐月 ‐ 桃太郎の娘・さつき役
- 久保田杏奈 ‐ 村人C、鬼G役（2役）
- 青木理歩 ‐ 村人A役
- 月島瑠奈 ‐ 素敵なお店の女性役
- 松沢実栗 ‐ 5歳の桃太郎役
- 松丘慎吾、赤プル（チャイム） ‐ 鬼E、および鬼のボス役
- 海上学彦 ‐ 柿から生まれた柿太郎役
- 清水泰地 ‐ 亀役
- 木梨憲武 ‐ ポツンと一軒家がらみのスタッフ役（特別出演）
- 浜谷健司（裏口推薦合格[7]、ハマカーン） ‐ 村人・浜谷真猿（まさる）役
- 五十嵐美樹 ‐ 桃太郎の嫁役
- 樫尾篤紀 ‐ 15歳の桃太郎役
- 虹色侍 ‐ 即興ソングの歌手役
- 沙羅 ‐ バイト先のマドンナ（クレジット表記は綾瀬はるか）役（VTR出演）
- 定岡ゆう歩‐ バイト先の男子役（クレジット表記は綾瀬の彼氏）（VTR出演）
- 劇場版ゴキゲン帝国[7] ‐ ダンスソングの歌手役
- 琴吹ゆめ ‐ 前説、ニュースキャスター役

### 本番のみ出演
- 神田伸一郎（ハマカーン）[7] ‐ 買い出し担当の神田役
- 船越英一郎 ‐ 桃太郎の上司役（VTR出演、特別出演）

### 合格未確定ながら複数回出演者
- 小林剛（内村さまぁ～ずディレクター、第2回で初登場）
- ねお（三村推薦、第6回で初登場） ‐ 桃の割れる効果音役（VTR出演）
- 松崎啓祐（審査期間中に汽場けぇすけに改名、第6回で初登場） ‐ 弾き語り、劇中歌、楽曲提供担当
- さがね正裕（失格。第5回で初登場） ‐ バーの客役

## スタッフ
- 制作著作：劇団さまぁ〜ず製作委員会
  - GYAO!、Yahoo! JAPAN、ケイマックス[9][10]、massenext[11]